# Sanabares (Parther)
Sanabares war ein parthischer Gegenkönig, der von ca. 50 bis 65 n. Chr. regierte.
Er ist nur von seinen Münzen, die in Merv geprägt wurden, das also seine Hauptstadt war, bekannt.
Im indo-parthischen Königreich gab es ebenfalls einen Herrscher mit Namen Sanabares. Es besteht die Möglichkeit, dass beide Herrscher ein und dieselbe Person sind.